# Gangster Squad. Pogromcy mafii
Gangster Squad. Pogromcy mafii (ang. Gangster Squad) – amerykański film gangsterski z 2013 roku w reżyserii Rubena Fleischera. Światowa premiera odbyła się 11 stycznia 2013 roku, a w Polsce 1 lutego. W rolach głównych wystąpili Josh Brolin, Sean Penn, Emma Stone, Nick Nolte i Ryan Gosling. Film jest adaptacją opartej na faktach książki Paula Liebermana.

## Fabuła
Akcja filmu rozgrywa się w 1949 roku w mieście Los Angeles. Kontroluje je szef mafii – Mickey Cohen (Sean Penn), czerpiąc zyski z handlu narkotykami i bronią, z prostytucji oraz hazardu. Chronią go opłacani przez niego przestępcy, ale także kontrolowana przez niego policja i politycy. Można by rzec, że ta osoba jest nietykalna. Jednak w mieście istnieje tajny oddział policjantów dowodzonych przez sierżanta Johna O'Marę (Josh Brolin) i Jerry’ego Wootersa (Ryan Gosling), którzy razem odważą się stanąć na drodze Cohena.

## Obsada
- Ryan Gosling jako sierżant Jerry Wooters
- Sean Penn jako Mickey Cohen
- Josh Brolin jako John O'Mara
- Giovanni Ribisi jako Conway Keeler
- Emma Stone jako Grace Faraday
- Robert Patrick jako Max Kennard
- Mireille Enos jako Connie O'Mara
- Nick Nolte jako Bill Parker
- Anthony Mackie jako Rocky Washington
- Michael Peña jako Navidad Ramirez